# 長吻梅花鱸
長吻梅花鱸為條鰭魚綱鱸形目鱸科梅花鲈属的其中一種，分布於歐洲黑海及亞速海沿岸的淡水流域，可做為食用魚。

## 命名
本魚最初由波羅的海德意志人探險家居爾登施泰特在1774年提及，稱為「acerina」，但他並未將名字放進任何屬。1775年，他才將「Acerina」作為屬名發表，種的學名是「Acerina bibir」，但他沒有描述此魚的特徵，不久後他便在1781年以35歲之齡病逝。「Acerina bibir」是何種魚已不可考。他留下的遺作其後由德國博學家帕拉斯代為出版，包括了1787年發表了本魚的第一個有效學名「Perca tanaicensis」，但這學名在1899年以後就沒有著作提及。
兩年後1789年，另一位德國博學家格梅林也把他提及的「acerina」之名放進鱸屬以「Perca acerina」之名發表。1816年法國喬治·居維葉以此學名為模式種建立了重新建立了「Acerina」這個屬，但他也認為本魚是梅花鱸（Perca cernua Linnaeus）的異名。但其實德國的布洛赫早在1893年就以梅花鱸（Perca cernua）建立了梅花鱸屬「Gymnocephalus」。所以「Acerina」就成了次異名。本魚也在1977年重組學名為「Gymnocephalus acerina」。
在2009年以前，有很多學者都認為原名「Perca acerina」的作者是居爾登施泰特，直到2009年，在检視了居爾登施泰特的著作之後，確認了他在1774年「acerina」並不是完整的學名，相反他在1775年才發表了「Acerina bibir」，「Acerina」是屬名，但因为缺乏描述而在1995年被宣布為裸名。而他真正有效的學名「Perca tanaicensis」卻被遺忘了。所以2009年「Perca tanaicensis」按國際動物命名規約被宣布為遺忘名，而格梅林的「Perca acerina」則以保護名繼續成為有效名。
本魚的種小名「acerina」的來源是古羅馬作家老普林尼在公元77-79年的著作《博物志》所提及的魚，該魚的實際種類是什么已經不可考。

## 分布
本魚原生分布於黑海北部及亞速海的德涅斯特河、南布格河、第聶伯河、頓河和庫班河流域，流經區域包括白俄羅斯、摩爾多瓦、烏克蘭及俄羅斯。
本魚為溫帶淡水魚類，底棲性，適應溫度10°C至24°C，分布範圍從北緯53度至北緯44度、東經25度至東經127度。

## 形態
本魚為中小型魚，成體體長平均14.0公分，分布在12-16公分之間，最大體長全長21.0公分。本魚為紡錘形，背鰭硬刺17–19枚。與其他同屬魚種的區別在於：本魚體具有圓形黑斑，大多為三行，第一行在背鰭的基底。側線鱗片數為50-55+ 4–5枚。本魚背棘數為17–19枚，也與該屬其他魚種有所不同。。

## 生態
本魚出現於流水與水質清澈的湖泊中。夏季也棲息於急流中。出現在沙礫底部，但喜歡堅硬緻密的沙子。曙暮性，但白天也進食。主食為底棲無脊椎動物 (甲殼類、昆蟲幼蟲、軟體動物)，很少捕食魚類。形成小群。九月，開始形成大群並游向更深的地方，在冰雪融化前不活動。不進行長距離洄遊。在水流湍急且底部為沙礫的河段的小群中產卵。
雌魚會產下幾批略帶黏性的卵：第一批在6-8°C，第二批在12-14°C。卵在14-16°C下孵化，孵化期為6-8天。新孵化的幼蟲最初棲息於水底；第9天（胸鰭發育完成時），它們會主動游至中層水體並順流而下。第12天（6.5毫米）時，它們開始在淺水岸邊棲息地主動捕食小型無脊椎動物。 

## 經濟利用
本魚未有經濟利用。

## 保護現狀
本魚相對罕見，並不表示有大規模的種群下降，但霍皮奥尔河自1980年代以來就没有本魚記錄，很可能已經在俄羅斯境內的頓河流域局部絕種。但當局很少有關本魚的數據可提供。當地也没有任何保護措施
本魚分布廣泛，未受任何重大威脅，所以國際自然保護聯盟於2023年將本魚評估為「無危物種」。

## 風險管理
本魚予人類無害。